# 乳腺炎
乳腺炎（Mastitis）是發生在女性乳房或乳腺部位的炎症，常因餵哺母乳而引起。典型的症狀為乳房紅腫及疼痛，也常伴隨發燒與全身不適。通常女性在開始哺乳的前幾個月會比較容易罹患此症，且病程進展相當快速。至於併發症則包括形成膿瘍等。
罹患此症的危险因素包括哺乳姿势不良、乳头因哺乳而破裂、使用吸乳器以及断奶等。最常入侵并引发感染的细菌是葡萄球菌及链球菌。此症通常依患者出现的症状即可确诊，而若要了解患部內是否有化脓时，则可使用超音波检查。
预防方式为频繁哺乳并采用正确的哺乳方式；当乳房部位感染，推荐使用抗生素如头孢氨苄。而益生菌有所助益的说法，证据相当稀少。因清空乳房有助于痊愈，通常会建议患者持续哺乳。在哺乳的女性之中，约有一成罹患乳腺炎。

## 种类
当它发生在哺乳期的母亲身上时，它被称为产褥期乳腺炎、哺乳期乳腺炎或哺乳期乳腺炎。当它发生在非哺乳期的妇女中时，它被称为非产褥期或非哺乳期。在极少数情况下，男性也可能发生乳腺炎。炎性乳腺癌的症状与乳腺炎非常相似，必须排除。
产褥期和非产褥期乳腺炎的症状相似，但诱发因素和治疗可能非常不同。

### 产褥期
产褥期乳腺炎是与怀孕、哺乳或断奶有关的乳房炎症。由于最突出的症状之一是乳房的紧张和充血，因此产褥期乳腺炎被认为是由乳腺管阻塞或乳汁过多引起的。产褥期乳腺炎非常常见；大约有5%至33%的几率罹患。然而，只有大约0.4至0.5%的哺乳期的母亲会出现脓肿。
部分诱发因素是已知的，但它们的预测价值很小。正确的哺乳技术、频繁的母乳喂养和避免压力是最重要的影响因素。
轻度乳腺炎病例通常称为乳房肿胀；这种区别是重叠的，可能是任意的或受地区差异的影响。

### 非产褥期
非产后乳腺炎是指与怀孕和哺乳无关的乳房炎性病变。本文包括对乳腺炎以及各种乳腺脓肿的描述。皮炎和毛囊炎等皮肤相关疾病是不同的独立的实体。
非产后乳腺炎的名称使用并不十分一致，包括乳腺炎、乳晕下脓肿、导管扩张、导管周围炎症、Zuska病等。
导管周围乳腺炎是非产褥期乳腺炎的一种形式，其特征是乳晕下导管的炎症。虽然目前尚不清楚导管周围乳腺炎的病因，但据预测可能与吸烟有关。这种情况主要见于年轻女性，又是也可见于男性。

## 体征和症状
哺乳期乳腺炎通常只影响一侧乳房，并且症状可以迅速发展。它发展为三个阶段，从初始阶段、脓液形成阶段、到恢复阶段。体征和症状通常突然出现，包括：
- 在哺乳时感到乳房疼痛或触碰时有些炙热
- 全身不适
- 乳房肿胀
- 发烧（38.3摄氏度或更高）[11]
- 皮肤发红，通常呈楔形
- 受影响的乳房开始出现肿块和红色。

部分妇女也会出现类似流感的症状：
- 冷颤及发冷
- 感到压力及焦虑
- 疲劳[12]

一旦患者认识到体征和症状的组合，应立即与具有特殊母乳喂养能力的医疗保健提供者联系。大多数妇女首先会出现类似流感的症状，并且在她们可能会注意到乳房上出现红色疼痛区域。此外，如果女性发现乳头有任何异常分泌物，如果乳房疼痛导致每天难以正常工作，或者她们有长时间的、无法解释的乳房疼痛，她们应该寻求医疗护理。

## 外部連結
- Mastitis （页面存档备份，存于） on mayoclinic.com
- Australian Breastfeeding Association （页面存档备份，存于）